# شهرستان چووو
شهرستان چووو (به لاتین: Quwo County) یک شهرستان‌های جمهوری خلق چین در چین است که در لینفن واقع شده‌است. شهرستان چووو ۴۳۷ کیلومتر مربع مساحت و ۲۲۲٬۳۹۱ نفر جمعیت دارد.